# Metepeira
Metepeira este un gen de păianjeni din familia Araneidae.

## Specii[1]
- Metepeira arizonica
- Metepeira atascadero
- Metepeira bengryi
- Metepeira brunneiceps
- Metepeira cajabamba
- Metepeira calamuchita
- Metepeira celestun
- Metepeira chilapae
- Metepeira comanche
- Metepeira compsa
- Metepeira crassipes
- Metepeira datona
- Metepeira desenderi
- Metepeira foxi
- Metepeira galatheae
- Metepeira glomerabilis
- Metepeira gosoga
- Metepeira grandiosa
- Metepeira gressa
- Metepeira inca
- Metepeira incrassata
- Metepeira jamaicensis
- Metepeira karkii
- Metepeira labyrinthea
- Metepeira lacandon
- Metepeira lima
- Metepeira maya
- Metepeira minima
- Metepeira nigriventris
- Metepeira olmec
- Metepeira pacifica
- Metepeira palustris
- Metepeira petatlan
- Metepeira pimungan
- Metepeira rectangula
- Metepeira revillagigedo
- Metepeira roraima
- Metepeira spinipes
- Metepeira tarapaca
- Metepeira triangularis
- Metepeira uncata
- Metepeira ventura
- Metepeira vigilax
- Metepeira ypsilonota